# جما چان
جما چان (به انگلیسی: Gemma Chan) (زادهٔ ۲۹ نوامبر ۱۹۸۲)، هنرپیشه سینما و تلویزیون و مدل پیشین انگلیسی است. او بیشتر برای ایفای نقش شخصیت آسترید در فیلم آسیایی‌های خرپول (۲۰۱۸)، و مجموعهٔ تلویزیونی هیومنز شناخته شده است.
چان در بیمارستان گای در لندن، انگلستان در ۲۹ نوامبر سال ۱۹۸۲ زاده شد. پدر او در هنگ کنگ بزرگ شد و یک مهندس بود. سرزمین اصلی مادری‌اش چین است، و او یک داروساز در بیمارستان گای، از انقلاب پیش از فرهنگی کمونیست چین از راه هنگ کنگ با پدر و مادر و خواهر کوچک‌ترش مهاجرت کرده‌اند. او با بازیگر بریتانیایی دومینیک کوپر در رابطه است.

## فیلم‌شناسی
| نام فیلم                         | سال  | نقش               |
| -------------------------------- | ---- | ----------------- |
| زمان تماس شیطان                  | ۲۰۰۶ | مالی نلسون        |
| آزمون                            | ۲۰۰۹ | دختر چینی         |
| پیمپ                             | ۲۰۱۰ | بو                |
| شانگهای                          | ۲۰۱۰ | شین شین           |
| زیردریایی                        | ۲۰۱۰ | کیم-لین           |
| همزاد                            | ۲۰۱۳ |                   |
| جک رایان: سرباز سایه             | ۲۰۱۴ | ایمی چانگ         |
| خانواده بلس                      | ۲۰۱۵ | چن-لی             |
| جانوران شگفت‌انگیز و زیستگاه آن‌ها | ۲۰۱۶ | مادام یا ژو       |
| تبدیل‌شوندگان: آخرین شوالیه       | ۲۰۱۷ | صداپیشه کوئین‌تسا  |
| استراتون                         | ۲۰۱۷ | آگی               |
| آسیایی‌های خرپول                  | ۲۰۱۸ | آسترید            |
| کشتزارهای لندن                   | ۲۰۱۸ | پترونلا           |
| ماری ملکه اسکاتلند               | ۲۰۱۸ | الیزابت هاردویک   |
| کاپیتان مارول                    | ۲۰۱۹ | مینروا            |
| بگذار همه صحبت کنند              | ۲۰۲۰ | کرن               |
| رایا و آخرین اژدها               | ۲۰۲۱ | صداپیشه ناماری    |
| اترنالز                          | ۲۰۲۱ | سرسی              |
| نگران نباش عزیزم                 | ۲۰۲۲ | شلی               |
| آفریننده                         | ۲۰۲۳ | مایا فی / نیرماتا |
| هنرپیشه                          | ۲۰۲۵ | ادنا              |